# 리슈만편모충
리슈만편모충(Leishmania)은 파동편모충류에 속하는 원생생물 속의 일종이다. 리슈만편모충증을 일으키는 기생생물이다.
구세계에서는 플레보토무스속(Phlebotomus), 신세계에서는 루트조미아속(Lutzomyia) 모래파리를 통해 전파된다. 이 생물의 주요 숙주는 척추동물이다. 레이시마니아는 주로 바위너구리와 개과 동물 그리고 사람 등을 감염시킨다. 현재, 리슈만편모충에 감염된 사람은 88개국에 1,200만명이다. 이 기생생물의 이름은 1903년에 처음 발견한 스코틀랜드의 병리학자 윌리엄 부그 레이시만(William Boog Leishman)의 이름을 따서 지은 것이다.

## 하위 종
| - 에디오피아리슈만편모충 (L. aethiopica) - 아마존리슈만편모충 (L. amazonensis) - L. arabica - L. archibaldi - L. aristedesi - 브라질리슈만편모충 (L. braziliensis) - 샤가스리슈만편모충 (L. chagasi) - 콜롬비아리슈만편모충 (L. colombiensis) - L. deanei - 내장리슈만편모충 (L. donovani) - L. enriettii - L. equatorensis - L. forattinii - L. garnhami - L. gerbili - 가이아나리슈만편모충 (L. guyanensis) | - L. herreri - L. hertigi - 소아리슈만편모충 (L. infantum) - L. killicki - L. lainsoni - 큰리슈만편모충 (L. major) - 멕시코리슈만편모충 (L. mexicana) - L. naiffi - 파나마리슈만편모충 (L. panamensis) - 페루리슈만편모충 (L. peruviana) - L. pifanoi - L. shawi - L. tarentolae - 열대리슈만편모충 (L. tropica) - L. turanica - 베네수엘라리슈만편모충 (L. venezuelensis) |